# 12120 Rebeccagrella
12120 Rebeccagrella è un asteroide della fascia principale. Scoperto nel 1999, presenta un'orbita caratterizzata da un semiasse maggiore pari a 2,1616918 au e da un'eccentricità di 0,0128211, inclinata di 4,30726° rispetto all'eclittica.